# كاركانو
كاركانو (بالإيطالية: Carcano)‏، هي بندقية إيطالية تستخدم في الحروب وموسم الصيد، أنتج السلاح سنة 1891م، والتي أستخدمتها الحكومة الإيطالية من سنة 1891م إلى سنة 1981م، ومازال دول العالم تستخدم بندقية كاركانو منذ عام 1981م حتى يومنا هذا، واستخدم السلاح في النزاعات الدولية وأشهرها الحرب العالمية الأولى وحرب كوسوفو وغيرها، وكما أشتهرت باستخدام البندقية لقتل الرئيس الأمريكي جون كينيدي.